# NGC 3968
NGC 3968 este o hi (21cm) source⁠(d) situată în constelația Leul. A fost descoperită în 17 aprilie 1784 de către William Herschel. Se află la o distanță de 88,72 de megaparseci de Pământ.